# Pedicularis taliensis
Pedicularis taliensis är en snyltrotsväxtart som beskrevs av Bonati. Pedicularis taliensis ingår i släktet spiror, och familjen snyltrotsväxter. Inga underarter finns listade i Catalogue of Life.